# Onosma dichroanthum
Onosma dichroanthum är en strävbladig växtart som beskrevs av Pierre Edmond Boissier. Onosma dichroanthum ingår i släktet Onosma och familjen strävbladiga växter. Inga underarter finns listade i Catalogue of Life.